# Rock the Nation Tour
Rock the Nation Tour è un tour del gruppo hard rock statunitense Kiss, intrapreso tra l'8 maggio e il 17 agosto 2004.

## Storia
Questo tour vede Eric Singer alla batteria al posto di Peter Criss, che aveva abbandonato il gruppo qualche mese prima a causa del mancato rinnovo del suo contratto. Alcune parti delle date del tour saranno registrate e saranno pubblicate nel video Kiss Rock The Nation Live!.

## Date e tappe[1]

### Date del tour
| Data           | Città             | Stato       | Luogo                                   | Biglietti venduti / Biglietti disponibili | Incasso  |
| Oceania        | Oceania           | Oceania     | Oceania                                 | Oceania                                   | Oceania  |
| -------------- | ----------------- | ----------- | --------------------------------------- | ----------------------------------------- | -------- |
| 8 maggio 2004  | Perth             | Australia   | Burswood Dome                           | ~10 000                                   | N.D.     |
| 11 maggio 2004 | Adelaide          | Australia   | Adelaide Entertainment Center           | N.D.                                      | N.D.     |
| 13 maggio 2004 | Melbourne         | Australia   | Rod Laver Arena                         | N.D.                                      | N.D.     |
| 14 maggio 2004 | Melbourne         | Australia   | Rod Laver Arena                         | N.D.                                      | N.D.     |
| 15 maggio 2004 | Melbourne         | Australia   | Palais Theatre                          | ~2 000 / 2 896                            | N.D.     |
| 17 maggio 2004 | Sydney            | Australia   | Sydney Superdome                        | 12 298                                    | $715 833 |
| 18 maggio 2004 | Sydney            | Australia   | Enmore Theatre                          | ~2 000                                    | N.D.     |
| 20 maggio 2004 | Brisbane          | Australia   | Brisbane Entertainment Center           | N.D.                                      | N.D.     |
| Asia           |                   |             |                                         |                                           |          |
| 27 maggio 2004 | Tokyo             | Giappone    | Budokan Hall                            | N.D.                                      | N.D.     |
| 28 maggio 2004 | Tokyo             | Giappone    | Budokan Hall                            | N.D.                                      | N.D.     |
| 29 maggio 2004 | Tokyo             | Giappone    | Budokan Hall                            | N.D.                                      | N.D.     |
| 31 maggio 2004 | Osaka             | Giappone    | Osaka Castle Hall                       | N.D.                                      | N.D.     |
| 2 giugno 2004  | Nagoya            | Giappone    | Nagoya Rainbow Hall                     | N.D.                                      | N.D.     |
| 3 giugno 2004  | Kanazawa          | Giappone    | Ishikawa Sangyo Hall                    | N.D.                                      | N.D.     |
| Nord America   |                   |             |                                         |                                           |          |
| 10 giugno 2004 | San Antonio       | Stati Uniti | Verizon Wireless Amphitheater           | 8 705 / 19 414                            | $235 045 |
| 11 giugno 2004 | Dallas            | Stati Uniti | Smirnoff Music Centre                   | 13 134 / 20 111                           | $270 186 |
| 12 giugno 2004 | Houston           | Stati Uniti | Cynthia Woods Mitchell Pavilion         | 10 134 / 15 608                           | $287 780 |
| 15 giugno 2004 | Denver            | Stati Uniti | Coors Amphitheater                      | 7 619 / 16 800                            | $199 415 |
| 16 giugno 2004 | Albuquerque       | Stati Uniti | Journal Pavilion                        | 8 016 / 12 200                            | N.D.     |
| 18 giugno 2004 | Phoenix           | Stati Uniti | Cricket Pavilion                        | 7 544 / 19 084                            | $309 877 |
| 19 giugno 2004 | Irvine            | Stati Uniti | Verizon Wireless Amphitheater           | 12 651 / 16 000                           | $281 234 |
| 20 giugno 2004 | Concord           | Stati Uniti | Chronicle Pavilion                      | 6 340 / 12 500                            | $193 125 |
| 22 giugno 2004 | Portland          | Stati Uniti | Clark County Amphitheatre               | 5 649 / 17 884                            | $275 654 |
| 23 giugno 2004 | Seattle           | Stati Uniti | White River Amphitheatre                |                                           |          |
| 26 giugno 2004 | Minneapolis       | Stati Uniti | Float-Rite Amphitheatre                 | 4 031 / 15 000                            | $264 518 |
| 27 giugno 2004 | Kansas City       | Stati Uniti | Verizon Wireless Amphitheater           | 6 500 / 18 000                            | $220 294 |
| 28 giugno 2004 | Saint Louis       | Stati Uniti | UMB Bank Pavilion                       | 12 670 / 21 202                           | $228 940 |
| 30 giugno 2004 | Detroit           | Stati Uniti | DTE Energy Music Theatre                | 11 920 / 15 037                           | $528 298 |
| 2 luglio 2004  | Nashville         | Stati Uniti | Starwood Amphitheater                   | 9 588 / 18 093                            | $275 783 |
| 3 luglio 2004  | Indianapolis      | Stati Uniti | Verizon Wireless Music Center           | 13 601 / 24 302                           | $315 256 |
| 4 luglio 2004  | Pittsburgh        | Stati Uniti | Post-Gazette Pavilion                   | 11 703 / 23 041                           | $299 176 |
| 6 luglio 2004  | Cleveland         | Stati Uniti | Blossom Music Center                    | 6 217 / 18 500                            | $257 975 |
| 7 luglio 2004  | Milwaukee         | Stati Uniti | Marcus Amphitheatre                     | 8 113 / 23 000                            | N.D.     |
| 9 luglio 2004  | Chicago           | Stati Uniti | Tweeter Center                          | 14 268 / 28 568                           | $448 729 |
| 10 luglio 2004 | Columbus          | Stati Uniti | Germain Amphitheater                    | 8 558 / 20 000                            | $320 951 |
| 11 luglio 2004 | Cincinnati        | Stati Uniti | Riverbend Music Center                  | 5 652 / 20 500                            | $239 802 |
| 13 luglio 2004 | Camden            | Stati Uniti | Tweeter Waterfront Center               | 9 707 / 25 531                            | $265 711 |
| 14 luglio 2004 | Darien            | Stati Uniti | Darien Lake Performing Arts Center      | 6 307 / 21 800                            | $220 771 |
| 16 luglio 2004 | Boston            | Stati Uniti | Tweeter Center                          | 10 546 / 19 900                           | $457 807 |
| 17 luglio 2004 | Atlantic City     | Stati Uniti | Trump Taj Mahal                         | N.D.                                      | N.D.     |
| 18 luglio 2004 | Hershey           | Stati Uniti | Hersheypark Stadium                     | 7 504 / 9 062                             | $344 900 |
| 20 luglio 2004 | Holmdel           | Stati Uniti | PNC Bank Arts Center                    | 9 928 / 16 944                            | $502 303 |
| 21 luglio 2004 | Wantagh           | Stati Uniti | Nikon at Jones Beach Theater            | 8 023 / 13 899                            | $463 991 |
| 23 luglio 2004 | Scranton          | Stati Uniti | Montage Mountain Performing Arts Center | 8 268 / 17 528                            | $283 154 |
| 24 luglio 2004 | Washington        | Stati Uniti | Nissan Pavilion                         | 15 936 / 22 667                           | $363 169 |
| 25 luglio 2004 | Virginia Beach    | Stati Uniti | Verizon Wireless Amphitheater           | 10 453 / 19 953                           | $297 960 |
| 27 luglio 2004 | Raleigh           | Stati Uniti | Alltel Pavilion at Walnut Creek         | 7 176 / 19 940                            | $171 828 |
| 28 luglio 2004 | Charlotte         | Stati Uniti | Verizon Wireless Amphitheater           | 8 334 / 18 696                            | $242 943 |
| 30 luglio 2004 | West Palm Beach   | Stati Uniti | Sound Advice Amphitheatre               | 10 620 / 19 271                           | $284 700 |
| 31 luglio 2004 | Tampa             | Stati Uniti | Tampa Amphitheater                      |                                           |          |
| 1 agosto 2004  | Pensacola         | Stati Uniti | Pensacola Civic Center                  |                                           |          |
| 3 agosto 2004  | Birmingham        | Stati Uniti | Verizon Wireless Music Center           | 9 099 / 10 456                            | $316 863 |
| 4 agosto 2004  | Atlanta           | Stati Uniti | HiFi Buys Amphitheatre                  | 4 345 / 18 389                            | $266 574 |
| 6 agosto 2004  | Memphis           | Stati Uniti | Pyramid Arena                           | 4 351 / 15 000                            | $184 918 |
| 7 agosto 2004  | New Orleans       | Stati Uniti | New Orleans Arena                       | 4 940 / 5 654                             | $209 950 |
| 8 agosto 2004  | Little Rock       | Stati Uniti | Alltel Arena                            | 4 791 / 6 239                             | $203 618 |
| 10 agosto 2004 | Bossier City      | Stati Uniti | CenturyTel Center                       | 3 692 / 9 789                             | $162 400 |
| 12 agosto 2004 | Laredo            | Stati Uniti | Laredo Entertainment Center             | 3 564 / 7 792                             | $198 600 |
| 13 agosto 2004 | Hidalgo           | Stati Uniti | Dodge Arena                             | 5 040 / 5 565                             | $372 445 |
| 14 agosto 2004 | Monterrey         | Messico     | Arena Monterrey                         | 10 680                                    | $795 465 |
| 15 agosto 2004 | Monterrey         | Messico     | Arena Monterrey                         | 5 780 / 10 680                            | $795 465 |
| 17 agosto 2004 | Città del Messico | Messico     | Palacio de los Deportes                 | 17 829 / 18 257                           | $825 353 |
| Totale         | Totale            | Totale      | Totale                                  |                                           | $        |

### Date rinviate e cancellate
| Data           | Città    | Stato     | Luogo                      | Motivazione |
| -------------- | -------- | --------- | -------------------------- | ----------- |
| 22 maggio 2004 | Brisbane | Australia | Brisbane Convention Centre |             |

## Scaletta
1. Creatures Of The Night
2. Calling Dr. Love
3. I Pledge Allegiance To The State Of Rock And Roll
4. I Love It Loud
5. Christine Sixteen
6. Tears Are Falling
7. War Machine
8. Lick It Up
9. I Want You
10. Deuce
11. 100,000 Years
12. Unholy
13. Detroit Rock City
14. Shout It Out Loud
15. Love Gun
16. I Was Made For Lovin' You
17. God Gave Rock 'N Roll To You II
18. Rock And Roll All Nite

## Formazione
- Gene Simmons - basso, voce
- Paul Stanley - chitarra ritmica, voce
- Eric Singer - batteria
- Tommy Thayer - chitarra solista